# Keller, Virginia
Keller är en ort i Accomack County i delstaten Virginia, USA.